# Нижегородский государственный архитектурно-строительный университет
Нижегоро́дский госуда́рственный архитекту́рно-строи́тельный университе́т (ННГАСУ) — российское высшее учебное заведение, расположенное в Нижнем Новгороде. Образован 23 июня 1930 года как Нижегородский инженерно-строительный институт (НИСИ) в результате выделения строительного факультета Нижегородского государственного университета в самостоятельное техническое учебное заведение.
С 1932 года — Горьковский инженерно-строительный институт (ГИСИ), с 1938 по 1991 — носил имя В. П. Чкалова. В 1991 году был переименован в Нижегородский ордена Трудового Красного Знамени архитектурно-строительный институт (НАСИ), в 1993 году получил статус академии и был переименован в Нижегородскую государственную архитектурно-строительную академию (НГАСА). В 1997 году получил статус университета и приобрёл современное наименование.
На 39 кафедрах университета в настоящее время работают более 500 преподавателей, в том числе 55 профессоров и докторов наук, более 250 доцентов и кандидатов наук, 60 членов российских государственных и общественно-профессиональных, а также международных академий. Университет выпускает дизайнеров, архитекторов, инженеров-строителей и технологов, менеджеров, экономистов, юристов, а также других специалистов.

## История
Нижегородский государственный архитектурно-строительный университет организован 23 июня 1930 года постановлением ЦИК СССР как Нижегородский инженерно-строительный институт (НИСИ). До этой даты подготовка инженерно-строительных кадров в Нижнем Новгороде осуществлялась на факультетах и отделениях ряда вузов. Первым среди них был Варшавский политехнический институт (ВПИ), эвакуированный в Нижний Новгород в 1916 году в ходе Первой мировой войны. Строительное отделение было самым крупным в составе этого вуза. В 1917 году ВПИ преобразуется в Нижегородский политехнический институт (НПИ), расформированный в 1918 году. Последующая подготовка инженеров-строителей осуществлялась на строительном отделении созданного в 1918 году Нижегородского государственного университета (НГУ). В 1930 году на базе факультетов НГУ были созданы отраслевые институты, в том числе — Нижегородский инженерно-строительный институт (с 1932 года — Горьковский инженерно-строительный институт (ГИСИ), с 1938 года — Горьковский инженерно-строительный институт имени В. П. Чкалова).
Политическая обстановка в стране, система управления в 1930—1940-е годы оказали значительное влияние на кадровый состав института. За этот период сменилось 7 директоров института:
- Ф. М. Денежкин,
- С. А. Акимов,
- И. И. Федосеев,
- Ф. А. Кривоногов,
- Е. М. Филиппов,
- К. Г. Диваков,
- Д. И. Демиденко.

При создании института в его составе было сформировано 4 отделения (факультета):
1. промышленного строительства;
2. гражданского строительства;
3. санитарно-техническое;
4. дорожного строительства.

В те годы в вузе работал известный советский строитель, профессор М. И. Евдокимов-Рокотовский. В последующем проводилась частая смена наименований факультетов и специальностей. Стабильность наступила лишь в послевоенные годы, в составе института были сформированы 3 факультета: строительный (со специальностью «Промышленное и гражданское строительство»), санитарно-технический (со специальностями «Теплогазоснабжение и вентиляция» и «Водоснабжение и канализация»), а также созданный в 1944 году гидротехнический факультет (с открытой в 1942 году специальностью «Гидротехническое строительство»).
1950—1960-е годы характеризовались планомерным развитием ГИСИ. Директором института в период 1951—1966 годов был профессор, доктор технических наук В. Г. Ленов. За эти годы увеличилось количество студентов (на 1965 год их численность составила 4275 человек — в 6 раз больше, чем в 1940 году). В 3 раза увеличился профессорско-преподавательский состав (в 1965 году — 235 человек), с тех пор в значительной мере пополняемый выпускниками института. В 1957 году были открыты вечерний и заочный факультеты. В 1957 году начали работать подготовительные курсы, а в 1970 году — подготовительное отделение, при этом значительно был расширен спектр специальностей архитектурно-строительного профиля. В 1961 году была открыта специальность «Городское строительство и хозяйство», в 1962 году — «Производство строительных материалов, изделий и конструкций», в 1965 году — «Очистка природных и сточных вод», в 1970 году — «Автомобильные дороги и аэродромы». В 1966 году была открыта специальность «Архитектура», создан архитектурный факультет, стали развиваться формы взаимодействия вуза с научными организациями и производством. В 1950 году был создан первый в СССР общественный институт новаторов-строителей. В 1956 году было создано студенческое проектно-конструкторское бюро, положившее начало студенческому движению «Сами проектируем — сами строим». При этом существенное внимание стало уделяться воспитательной работе, в 1961 году состоялось открытие студенческого университета культуры. По массовости и уровню достижений в культурно-массовой и спортивной работе этот период можно признать наиболее результативным в истории вуза.
В 1970—1980-е годы институт продолжал наращивать свой потенциал. Ректором института в период 1967—1986 годов трудился профессор А. С. Мейеров. К основным направлениям работы в это время относилось увеличение численности профессорско-преподавательского состава, особое внимание при этом уделялось преподавателям со степенями и званиями. Количество преподавателей увеличилось к 1980 году в 2,5 раза по сравнению с 1965 годом и достигло 561 человек. Среди них было 19 профессоров, докторов наук и 276 доцентов, кандидатов наук, в вузе работала аспирантура, в которой в 1980 году обучались 24 аспиранта. В 1970 году был открыт факультет повышения квалификации преподавателей черчения средних специальных учебных заведений. В 1972 году начал работать факультет организаторов промышленного производства и строительства, который в 1988 году реорганизован в Межотраслевой институт повышения квалификации. Большой прогресс в эти годы достигнут в расширении материальной базы института, площадь зданий и сооружений увеличилась к концу 1980-х годов по сравнению с 1970 годом в 4 раза и достигла 36 тыс. м²; были возведены 3 многоэтажных учебных корпуса, 2 студенческих общежития, зимний плавательный бассейн, также развивался летний спортивно-оздоровительный лагерь на Горьковском водохранилище. В 1980 году институт награждён орденом Трудового Красного Знамени.
В 1987 году состоялись первые в истории института выборы ректора, по итогам которых ректором был избран академик В. В. Найденко, возглавлявший вуз по 2005 год. Принятая в конце 1980-х годов комплексная программа развития вуза позволила не только не снизить темпов его развития, но и в последующем существенно превысить докризисные показатели. Особенностью этого периода развития вуза стало активное участие в международных проектах, интенсивное развитие научных исследований, аспирантуры и докторантуры. Число аспирантов в 1990 году было 12, а в 2004 году — 257 человек. Кардинально изменилось положение в университете с обеспечением подготовки и защиты диссертаций: в 1991 году в вузе функционировал 1 диссертационный совет по двум специальностям, в 2005 году — 8 диссертационных советов по тридцати специальностям. За 1990 год сотрудниками вуза было защищено 7 кандидатских и докторских диссертаций, в 2004 году — 47 диссертаций. Объём госбюджетных и хоздоговорных работ увеличился почти в 20 раз, с 1768 тыс. рублей в 1990 году до 34 110 тыс. рублей в 2004 году. В этот период был выполнен ряд крупных федеральных и международных программ, в которых вуз выступил одним из головных исполнителей (в том числе федеральная целевая программа «Оздоровление экологической обстановки на реке Волге, восстановление и предотвращение деградации природных комплексов Волжского бассейна» («Возрождение Волги»), российско-германский проект «Ока — Эльба», российско-германский проект «Волга — Рейн», российско-германско-нидерландский проект «Создание образцового вуза по экономике праву, и менеджменту в городе Нижнем Новгороде», проект ТАСИС «Подготовка кадров в области устойчивого развития территорий на примере Волжского бассейна». В 1998 году создан Центр предвузовской подготовки и обучения иностранных граждан. Большим событием в жизни коллектива вуза стало открытие в 1997 году на его базе кафедры ЮНЕСКО «Экологически безопасное развитие крупного региона — бассейна реки Волги». С 1990 по 2005 годы количество студентов выросло более чем в 4 раза и достигло 23 тыс. человек, а численность преподавательского состава увеличилась более чем в 2 раза и превысила 1000 человек.
В этот период вуз принимал активное участие в реализации реформы отечественного образования, в том числе в разработке концептуальных вопросов многоуровневого и непрерывного архитектурно-строительного образования. В нём регулярно проводилась международная конференция «Проблемы многоуровневого высшего образования». Университет в числе первых технических вузов страны в 1992 году перешёл на многоуровневую систему образования.
Возросло количество реализуемых образовательных программ. За 1990-е годы количество специальностей увеличилось в 4 раза (с 9 в 1990 году до 37 в 2004 году), а общее число основных образовательных программ с учётом открытых направлений бакалавриата и магистратуры — почти в 6 раз (с 9 в 1990 году до 52 в 2004 году). Этот период характеризовался расширением профилизации образовательных услуг. Если в 1990 году реализовывавшиеся в вузе программы соответствовали двум профилям, то к началу XXI века вуз стал широкопрофильным (стали реализовываться 11 профилей из 15 возможных).
В XXI веке росла информационно-лабораторная база университета, открывались специализированные лаборатории, компьютерные классы. Количество компьютеров увеличилось с 62 в 1990 году до 1500 в 2005 году. Развитие вуза, расширение спектра специальностей, особенно гуманитарного направления, дальнейшее развитие научных исследований привело к необходимости его переименования. В 1991 году ГИСИ имени В. П. Чкалова был переименован в Нижегородский ордена Трудового Красного Знамени архитектурно-строительный институт (НАСИ). В 1993 году институт получил статус академии и был переименован в Нижегородскую государственную архитектурно-строительную академию (НГАСА). В 1997 году вуз получил статус университета. Соответственно изменяется и его наименование, сохраняющееся по настоящее время Нижегородский государственный архитектурно-строительный университет (ННГАСУ); открываются новые факультеты, специализированные институты, центры, в том числе: общетехнический факультет (1993); факультет экономики и права; гуманитарно-художественный факультет (1998); факультет дистанционного обучения (2001). В последующие годы ряд факультетов был преобразован в институты и обратно. Развивалась структура учебно-научно-производственного комплекса университета.
С 1987 по 2005 год ректором университета был известный учёный, лауреат Государственной премии СССР, заслуженный деятель науки и техники РФ, почётный гражданин Нижнего Новгорода, академик РААСН Валентин Васильевич Найденко. В 2006 году ректором ННГАСУ был избран доктор технических наук, профессор Е. В. Копосов, 31 июля 2013 года погибший в автокатастрофе.
Параллельно с подготовкой специалистов по традиционным для себя строительным специальностям университет обучает студентов менеджменту, маркетингу, экономике, финансовой, кредитной, биржевой и страховой деятельности, инвестициям в подрядной деятельности, поведению на рынке ценных бумаг, бухгалтерскому учёту и аудиту, безопасной жизнедеятельности человека в среде обитания, в том числе в чрезвычайных ситуациях.
В университете функционируют 6 специализированных советов по защите диссертаций, в том числе 5 советов по защите докторских диссертаций.

## Факультеты и институты
- Общетехнический факультет (ОТФ)
- Инженерно-строительный факультет (ИСФ)
- Факультет инженерно-экологических систем и сооружений (ФИЭСиС)
- Институт дизайна и искусств (ИДИ)
- Институт архитектуры и градостроительства (ИАГ)
- Институт информационных технологий (ИИТ)
- Межотраслевой институт повышения квалификации и переподготовки кадров (МИПК)
- Факультет дополнительного образования
- Центр предвузовской подготовки и обучения иностранных граждан (ЦППОИГ)